# Ulf Stenlund
Ulf Stenlund (Falun, 21 gennaio 1967) è un ex tennista svedese.

## Carriera
Fa il suo esordio nel circuito principale nel 1986 e ottiene risultati importanti sulla terra battuta, raggiunge il quarto turno al Roland Garros arrendendosi solo al quinto set alla testa di serie numero 9 Andrés Gómez Santos, avanza fino alle semifinali a Bordeaux dove viene sconfitto da Paolo Canè e ai quarti di finale di Båstad dove è il connazionale Stefan Edberg ad eliminarlo in tre set. A settembre si presenta nuovamente agli ultimi turni sulla terra battuta, viene sconfitto in semifinale a Stoccarda da Martín Jaite e conquista i Campionati Internazionali di Sicilia cedendo un solo set durante il suo percorso, chiude l'anno alla 34ª posizione mondiale e viene premiato dall'ATP come miglior esordiente.
L'anno successivo continua con gli ottimi piazzamenti sulla terra rossa, fa semifinale a Monte Carlo, Ginevra e Bari, nel torneo pugliese ha vinto il titolo nel doppio maschile insieme a Christer Allgårdh sconfiggendo la coppia argentina Roberto Azar-Marcelo Ingaramo.